# Деннисон, Робби
Роберт Деннисон (англ. Robert Dennison; род. 30 апреля 1963, Банбридж, Даун) — североирландский футболист, полузащитник.

## Карьера

### Клубная карьера
Во взрослом футболе дебютировал в 1979 году в клубе «Гленавон», где играл на протяжении шести сезонов.
В 1985 году его заметил тренерский штаб клуба «Вест Бромвич Альбион», после чего он подписал с ним контракт на два сезона. Деннисон так и не смог закрепиться в основном составе и уже в марте 1987 года перешёл в «Вулверхэмптон Уондерерс».
После прихода в клуб Грэма Тейлора в 1994 году, Деннисон стал реже включаться в основной состав команды, а в 1995 году был отдан в аренду в «Суонси Сити». В 1997 году он перешёл в клуб «Хенсфорд Таун», не игравший в национальном чемпионате. В 1998 году Деннисон на некоторое время стал игроком клуба «Херефорд Юнайтед», где и завершил карьеру футболиста.

### Карьера в сборной
В 1988 году дебютировал в официальных матчах в составе национальной сборной Северной Ирландии. Его первый выход на поле состоялся 27 апреля 1988 года в товарищеском матче со сборной Францией.
Всего в составе сборной принял участие в 18 матчах, не забив ни одного гола.